# Liste der Kulturdenkmale in Karlsruhe-Weiherfeld-Dammerstock

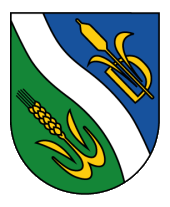
Wappen von Weiherfeld

In der Liste der Kulturdenkmale in Karlsruhe-Weiherfeld-Dammerstock werden alle unbeweglichen Bau- und Kunstdenkmale in Weiherfeld-Dammerstock aufgelistet, die in der städtischen „Datenbank der Kulturdenkmale“ geführt sind. 
Diese Liste ist nicht rechtsverbindlich. Eine rechtsverbindliche Auskunft ist lediglich auf Anfrage bei der Unteren Denkmalschutzbehörde der Stadt Karlsruhe erhältlich.

## Weiherfeld-Dammerstock
| Bild           | Bezeichnung                       | Lage | Datierung                                         | Beschreibung | ID |
| -------------- | --------------------------------- | --- | ------------------------------------------------- | --- | -- |
|                | Wohnhausanlage                    | Belchenstr. 2-4, Enzstr. 1-3, Links der Alb 20-21 | 1925                                              | Schlossartige Wohnhausanlage, 1925 von Hans Becker. Geschützt nach § 2 DSchG |    |
| Weitere Bilder | Dammerstock-Siedlung              | Bussardweg 27-49, 26-52 Dammerstockstr. 13-17, 23, 2-58 Danziger Str. 1-3, 8-14 Falkenweg 37-67, 42-72 Nürnberger Str. 1, 3, 5 Sperberweg 29-45, 49, 4-18 | 1928 ff                                           | Siedlung von Walter Gropius, Otto Haesler, Wilhelm Riphahn u. a. Die Bauausstellung „Dammerstock“ in Karlsruhe 1929 bildete einen wesentlichen Meilenstein in der Geschichte des modernen Bauens und besonders des modernen Städtebaus. Die Dammerstock-Siedlung wurde wichtiges Vorbild für den Siedlungsbau der Moderne. Denkmal nach § 12 (Kulturdenkmal besond. Bedeutung) Denkmalschutzgesetz Geschützt nach § 12 DSchG |    |
| Weitere Bilder | Mietwohnhausblock                 | Dreisamstr. 5, 7 Enzstr. 22, 24 Mainstr. 2, 4, 6, 8, 10, 12 Neckarstr. 17, 19, 21, 23, 25, 27, 29, 31 (Flstnr. 5794, 5794/1, 5794/2, 5794/3, 5795, 5795/1, 5795/2, 5796, 5796/1, 5796/2, 5796/3, 5796/4, 5796/11, 5797, 5797/1, 5797/2, 5797/3, 5797/4, 5797/5) | 1926/27                                           | Mietwohnhausblock der Gemeinnützigen Siedlungsgenossenschaft vertriebener Elsaß-Lothringer, zugehörige Gartenanlagen, 1926–27 von Julius Frommholz bzw. 1925 durch den Mieter- und Bauverein Geschützt nach § 2 DSchG |    |
| Weitere Bilder | Straßenbrücke Dammerstock         | Nürnberger Straße (Flst. 0-5566, 0-5717/1, 0-20777) | 1930–1931                                         | Straßenbrücke über die Alb, Stahlbetonkonstruktion, verputzte Mauerwerkbrüstungen mit horizontal und vertikal umlaufender Kunststeinverzierung, fertiggestellt im Zusammenhang mit dem Siedlungsbauprojekt Dammerstock (1928 begonnen) zur Erschließung und Anbindung des neuen Stadtteils. Damit verbunden waren Wasserbaumaßnahmen zur Albumlegung und die Verbreiterung des Stichkanals. Geschützt nach § 2 DSchG |    |
| Weitere Bilder | Kirche und Kloster St. Franziskus | Rechts der Alb 28 (Flst. 20681) | 1936–1938                                         | Kirche und Kloster St. Franziskus wurden nach der Planung von Fridolin Bosch und Anton Ohnmacht erbaut. Geschützt nach § 2 DSchG |    |
| Weitere Bilder | Evangelische Friedenskirche       | Tauberstr. 10 | 1948–49, 1962 (Turm), 1999 (Innenraumrenovierung) | Die Evangelische Friedenskirche ist eine ehemalige Notkirche, die 1948–49 von Otto Bartning erbaut wurde. Der Leiter des Hilfswerks der Evangelischen Kirche beauftragte den aus Karlsruhe stammenden Architekten Otto Bartning, einen Entwurf zu entwickeln, der durch Möglichkeiten zur Selbsthilfe und Verwendung von Trümmermaterial zugleich eine langfristig kostengünstigere Alternative darstellte. Die Mittel für den Bau der Kirchen in den vier Besatzungszonen wurden vor allem vom Lutherischen Weltbund gespendet. Die Friedenskirche in Karlsruhe-Weiherfeld gehört zu diesen sogenannten „Notkirchen“, die nach Bartnings Entwürfen errichtet wurden. Es existieren noch 41 Kirchen dieser Art in ganz Deutschland, für die Bartning ein kostengünstiges Bausystem entwickelt hatte. Viele dieser Kirchen wurden inzwischen stark verändert. Die Friedenskirche gehört zu den Beispielen, die im Kirchenraum wesentlich den Charakter dieser Notkirchen bewahrt haben und das inhaltliche Programm sowie die Gestaltungsabsicht eindrucksvoll verdeutlichen. Die Friedenskirche in Weiherfeld wurde im November 1949 ohne Turm eingeweiht. Im Jahr 1958 erhöhte der Karlsruher Architekt Erich Rossmann das Kellergeschoss und baute es zu Gemeinderäumen aus. Gleichzeitig baute er das nordwestlich angrenzende, tieferliegende Gemeindehaus mit Kindergarten auf dem Niveau des Untergeschosses der Kirche. Im Jahr 1962 ergänzte er den Turm. Geschützt nach § 2 DSchG |    |